# Matti Vanhanen
Matti Vanhanen   (Jyväskylä, 4 de novembre de 1955) és un periodista i polític finlandès, cap del Partit del Centre, que fou Primer ministre de Finlàndia de 2003 a 2010.